# بلدية آداجي
بلدية آداجي (بالإنجليزية: Ādaži Municipality)‏ هي بلدية في لاتفيا، تتبع لاتفيا، بلغ عدد سكانها 10٬735  نسمة، في 1 يناير 2017، عاصمتها Ādaži ‏.

## الموقع
تشترك في الحدود مع:
- بلدية كارنيكافا
- بلدية إنكوكالنز
- بلدية سييا
- بلدية سولكراستي
- بلدية غاركالن.